# Казакова, Зинаида Васильевна
Зинаида Васильевна Казакова (1927 — 2001) — советский передовик производства в сельском хозяйстве. Герой Социалистического Труда (1971).

## Биография
Родилась 3 июля 1927 года в деревне Колотьково, Невельского района, Псковской области в крестьянской семье.
С 1941 году окончила семь классов Изочинской средней школы. С 1943 года после освобождения города Великие Луки немецко-фашистских захватчиков работала на стройке.
В 1947 году переехала в Калининградскую область и работала животноводом в совхозе «Маршальский» Гурьевского района Калининградской области.
22 августа 1957 года и 22 марта 1966 года Указом Президиума Верховного Совета СССР «за успехи в труде» З. В. Казакова была награждена Орденом Трудового Красного Знамени и Орденом Ленина.
8 апреля 1971 года Указом Президиума Верховного Совета СССР «за выдающееся успехи достигнутые в сельскохозяйственном производстве и выполнении восьмого пятилетнего плана продажи государству продуктов земледелия и животноводства» Зинаида Васильевна Казакова была удостоена звания Героя Социалистического Труда с вручением Ордена Ленина и золотой медали «Серп и Молот».
З. В. Казакова избиралась депутатом Калининградского областного и Гурьевского районного Советов депутатов трудящихся, членом Калининградского обкома и Гурьевского райкома КПСС.
После выхода на пенсию К. Ф. Краснова проживала в посёлке Залесье, Полесского района, Калининградской области, умерла 3 февраля 2001 года.

## Награды
- Медаль «Серп и Молот» (8.04.1971)
- Два Ордена Ленина (22.03.1966. 8.04.1971)
- Орден Трудового Красного Знамени (22.08.1957)